# دژ بجنی
دژ بجنی (ارمنی: Բջնի Բերդ) یک دژ ارمنی متعلق به دوره قرون وسطی که در استان کوتایک، ارمنستان واقع شده‌است. این دژ بر بالای تپه ای و در میان لبه که روستای، قرار گرفته‌است. دژ بجنی در ارتفاع ۱٬۵۰۴ متر (۴٬۹۳۴ فوت) بالاتر از سطح دریا قرار گرفته‌است.

## تاریخچه
دژ بجنی در سده‌های نهم و دهم میلادی توسط خاندان سلطنتی پاهلاونی متعلق به دودمان باگراتونی بنا گردیده‌است. فرماندار بجنی، لرد واساک هولوم پاهلاونی این دژ را بازسازی نمود. ماتئوس اورهایتسی، تاریخ‌نگاری ارمنی سده دوازدهم میلادی در بخش اول گاهشماری که اواخر سده دهم و اوایل سده یازدهم میلادی در تهاجم سربازان مزدور ترک دیلمی …
واساک و سربازان وی خشمگین شدند و قوای دشمن در نبرد تا نزدیکی رود کاساغ تعقیب نمودند و ۳۰۰ تن از آنان را کشتند و …
در جریان سال‌های ۸۸–۱۳۸۷ تیمور لنگ، فاتح ترک-مغول، روستای بجنی و همچنین به احتمال زیاد دژ بجنی را ویران نمود. در دست‌نوشته‌های که توسط توما متسوبتسی اواخر سده چهاردهم و میانه سده پانزدهم میلاید نگاشته شده‌است به حمله تیمور اشاره نموده‌است.

## مکان
بخش‌هایی از دیوارهای خارجی دژ در بجنی و در امتداد لبه‌های تپه باقیمانده است

## نگارخانه

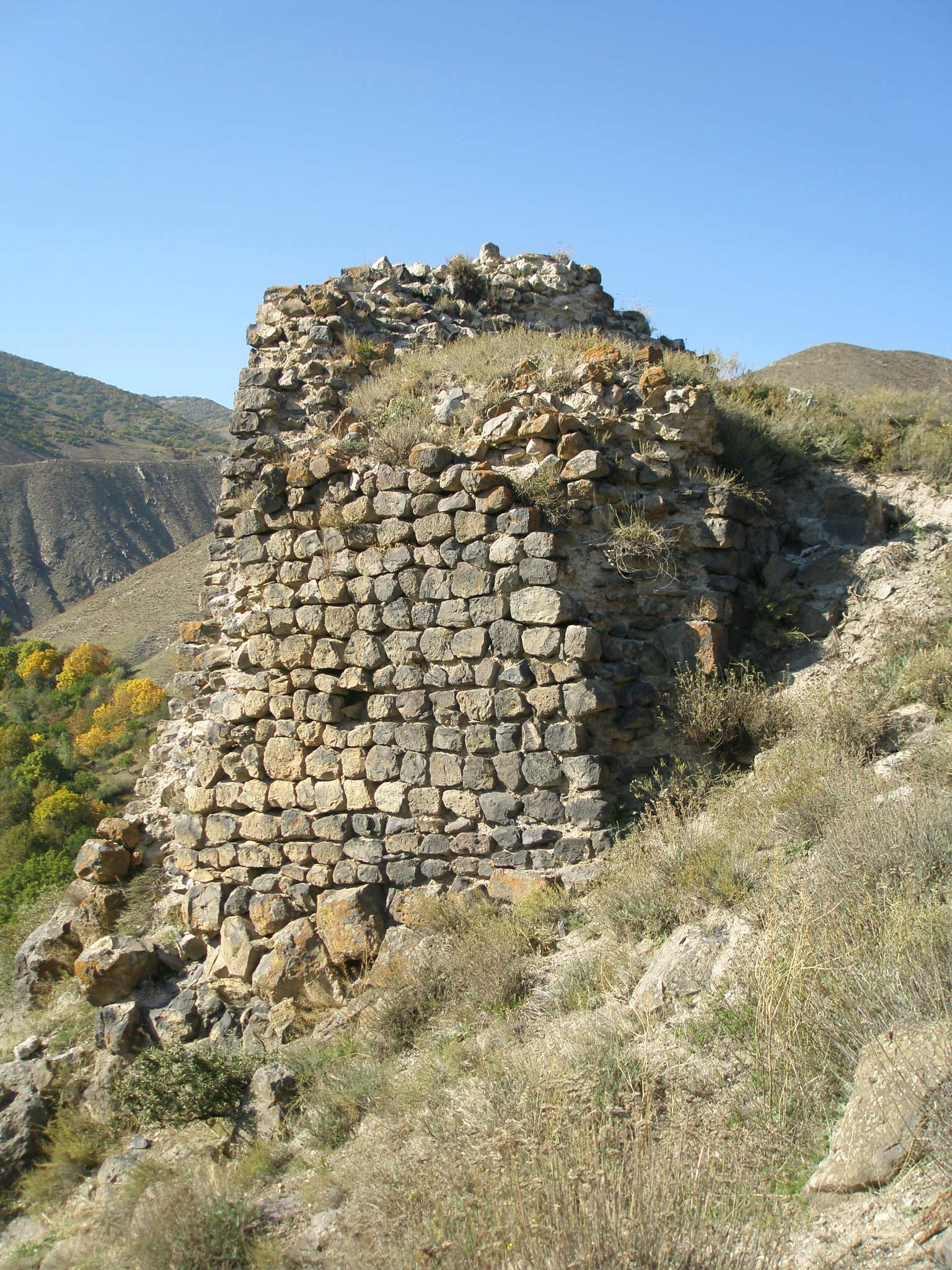